# Villa romana de Híjar en Las Gabias
La villa romana de Híjar en Las Gabias se sitúa en la parte central de la Vega de Granada, en el municipio español de Las Gabias, pero fuera del núcleo urbano, en la pedanía de Híjar.

## Historia y descripción
En general el nivel de conservación de esta villa romana es bueno, manteniendo algunos muros en alzado una altura considerable y unos pavimentos también en buen estado, que permiten diferenciar diversas fases de uso.
Los restos excavados pertenecen a la pars fructuaria de una villa romana, con dos fases de uso y dedicada a la producción de aceite, fechada por los investigadores desde mediados del siglo II hasta la primera mitad del siglo IV. Se trata de una de las pocas villas de la provincia de Granada, donde se han documentado estructuras que muestran esta actividad productiva, como la cella olearia, relacionada con el almacenamiento de la aceituna, construida utilizando opus caementicium. También se han conservado restos de la sala de prensado o torcularium, delimitada por tres muros, manteniendo restos de su suelo de opus caementicium. Completando esta prensa se hallan dos aras quadrata de opus signinum. En este caso la segunda fase de uso se refleja por ejemplo en un segundo pavimento de opus spicatum. El espacio rústico de la villa está delimitado por un muro de 27 metros de longitud por 0,80 de anchura y 1,70 de alzado, con dirección este-oeste. El muro está realizado a base de sillarejos de piedra arenisca, restos de materiales de construcción romanos y mortero de cal grasa.
A esta villa se le asocia una necrópolis, localizada al exterior del citado muro, con dos fases de utilización, una en época romana y otra medieval. La fase romana cuenta con sepulturas de diversa tipología, unas con cubierta de tegulae a doble vertiente y otras de fábrica de ladrillo y cubierta plana. Esta necrópolis perdura hasta época medieval y es en este momento cuando los enterramientos se realizan en fosas individuales excavadas directamente sobre la tierra y distribuidas en hiladas. Los restos se disponen en general orientados hacia el sureste, colocados en decúbito lateral derecho, con el brazo izquierdo flexionado sobre la pelvis y el derecho extendido.

## Estatus patrimonial
La villa romana de Híjar en Las Gabias y la zona adyacente quedaron protegidos como Bien de Interés Cultural con la categoría de Zona Arqueológica inscrito como tal en el inventario del Patrimonio Histórico Andaluz por Orden de 10 de junio de 2003, de la consejería de Cultura de la Junta de Andalucía y goza del nivel de protección establecido para dichos bienes en la Ley 14/2007, de 26 de noviembre, del Patrimonio Histórico de Andalucía.